# Trực Cường
Trực Cường là một xã thuộc huyện Trực Ninh, tỉnh Nam Định, Việt Nam.

## Địa lý
Xã Trực Cường nằm ở phía nam của huyện Trực Ninh, có vị trí địa lý:
- Phía đông giáp xã Trực Thái
- Phía tây giáp thị trấn Ninh Cường
- Phía nam giáp huyện Hải Hậu
- Phía bắc giáp xã Trực Mỹ và xã Trực Đại.

Đây là địa phương có dự án Đường cao tốc Ninh Bình – Hải Phòng đi qua.

## Lịch sử
Vùng đất Trực Cường vào trước năm 1945 gồm các thôn Giáp Ba, Đồng Lãng.
Năm 1946, thuộc xã Ninh Cường, huyện Trực Ninh.
Ngày 15 tháng 10 năm 1952, Ủy ban kháng chiến hành chính Liên khu III ban hành Quyết nghị số 1108-TC/QN về việc đổi tên xã Ninh Cường thành xã Trực Cường.
Năm 1956, xã Trực Cường chia tách thành các xã Trực Cường (mới), Trực Phú và Trực Thái.
Tháng 3 năm 1968, xã Trực Cường thuộc huyện Trực Ninh, tỉnh Nam Hà được sáp nhập vào huyện Hải Hậu, đồng thời huyện Trực Ninh và huyện Nam Trực sáp nhập thành huyện Nam Ninh.
Từ tháng 12 năm 1975, xã Trực Cường thuộc huyện Nam Ninh, tỉnh Hà Nam Ninh.
Từ tháng 12 năm 1991, xã Trực Cường thuộc huyện Nam Ninh, tỉnh Nam Hà.
Từ tháng 11 năm 1996, xã Trực Cường thuộc huyện Nam Ninh, tỉnh Nam Định.
Tháng 2 năm 1997, xã Trực Cường được chuyển về huyện Trực Ninh mới tái lập.